# Salinenstraße (Bad Kissingen)
Die Salinenstraße (ⓘ) befindet sich in Bad Kissingen, der Großen Kreisstadt des unterfränkischen Landkreises Bad Kissingen und beherbergt mehrere Baudenkmäler des Ortes.

## Geschichte
Die Salinenstraße stellt die Verbindungsstraße zu der Oberen Saline und der Unteren Saline im heutigen Stadtteil Hausen und gleichzeitig Ausfallstraße ins obere Saaletal dar. Ihr stadtinnerer Abschnitt entstand erst um 1830, die historische Ausfallstraße verlief ursprünglich entlang der Hemmerichstraße, bis diese Funktion von der Salinenstraße übernommen wurde. Der heute in der Altstadt über die Kreuzung mit der Maxstraße verlaufende Teil der Straße, der früher noch zur Salinenstraße gehörte, heißt heute Von-Hessing-Straße.
| Foto | Adresse                          | Anmerkung                                                               |
| ---- | -------------------------------- | ----------------------------------------------------------------------- |
|      | Salinenstraße 2                  | Ehemalige Anglikanische Kirche des Ortes, 1862 erbaut, 1968 abgerissen  |
|      | Salinenstraße 4a                 | Villa, 1898 (Architekt: Carl Krampf)                                    |
|      | Salinenstraße 8                  | ehemaliges Solereservoir, 1851                                          |
|      | Salinenstraße 16                 | Villa, 1892 (Architekt: Carl Krampf)                                    |
|      | Salinenstraße 18                 | Villa, 1895                                                             |
|      | Kirche des Sergius von Radonesch | Russische Kirche, 1901                                                  |
|      | Salinenstraße 22                 | Villa, 1897 (Architekt: Carl Krampf)                                    |
|      | Salinenstraße 26                 | Villa, 1899 (Architekt: Carl Krampf)                                    |
|      | Salinenstraße 30                 | Katharinenstift, 1910 (Architekt: Leonhard Ritter)                      |
|      | Salinenstraße 34                 | ehemalige Israelitische Kinderheilstätte, 1905 (Architekt: Carl Krampf) |
|      | Salinenstraße 37                 | Villa, 1899 (Architekt: Carl Krampf)                                    |
|      | Salinenstraße 41                 | Villa, 1903/1904 (Architekt: Carl Krampf)                               |
|      | Salinenstraße 47                 | ehemaliges Café Neptun (Architekt: Andreas Lohrey)                      |
|      | Salinenstraße 60                 | Villa Emmy, 1894                                                        |